# Audacious (Schiff, 1913)
Die Audacious, auch HMS Audacious (audacious: wagemutig), war ein Schlachtschiff der King-George-V-Klasse das Anfang der 1910er-Jahre für die Royal Navy gebaut wurde. Kurz nach dem Beginn des Ersten Weltkrieges lief das Schiff vor der Nordküste Irlands auf eine Seemine und sank.

## Geschichte
Die Audacious wurde am 23. März 1911 in Birkenhead auf Kiel gelegt, am 14. September vom Stapel gelassen und am 15. Oktober 1913 für den Einsatz im 2. Schlachtgeschwader der Home Fleet in Dienst gestellt.

### Erster Weltkrieg und Verlust
Zwischen dem 17. und 20. Juli 1914 nahm die Audacious an einer Test-Mobilmachung und Flottenüberprüfung als britische Reaktion auf die Julikrise teil. Nach ihrer Ankunft in Portland am 27. Juli erhielt sie den Befehl, sich zwei Tage später mit dem Rest der Home Fleet nach Scapa Flow zu begeben, um die Flotte vor einem möglichen deutschen Überraschungsangriff zu schützen. Im August 1914, nach dem Ausbruch des Ersten Weltkrieges, wurde die Home Fleet als Grand Fleet reorganisiert und dem Kommando von Admiral Jellicoe unterstellt.

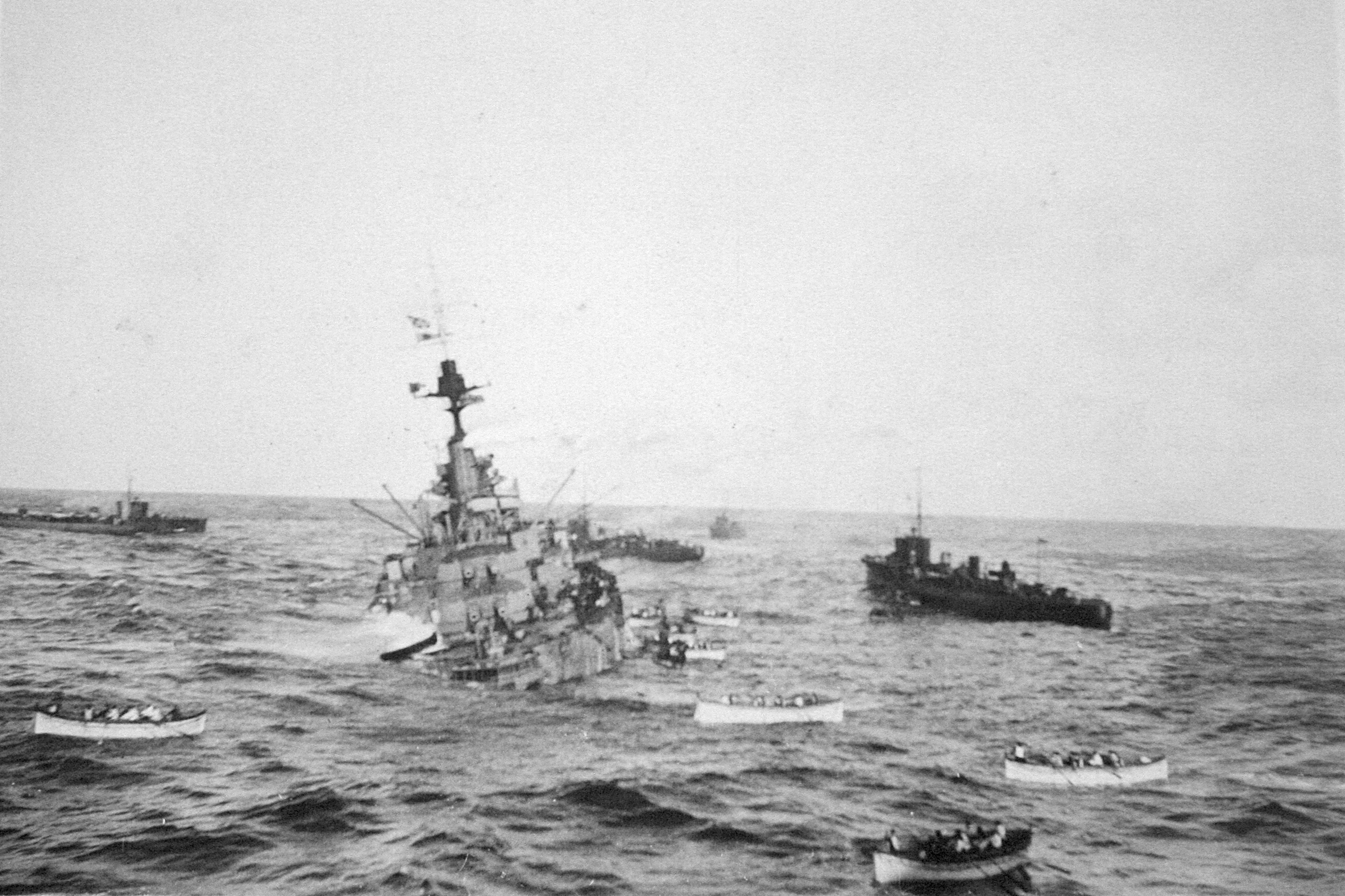
Die Audacious nach dem Minentreffer.

Die Audacious lief am 27. Oktober 1914 gegen 8:45 Uhr vor der nordirischen Küste in der Nähe von Lough Swilly auf eine vom deutschen Hilfskreuzer Berlin („Hilfskreuzer C“) gelegte Mine und begann zu sinken. Die Besatzung wurde vollständig vom Passagierschiff Olympic, einem Schwesterschiff der Titanic, gerettet, das zur Rettung quer durch das Minenfeld fuhr und dabei unbeschädigt blieb. Obwohl intensive Leckabwehrmaßnahmen getroffen wurden, lief die Audacious immer mehr voll Wasser und sank gegen 21 Uhr. Am Ende des Unterganges kam es zu zwei starken Explosionen, die wahrscheinlich durch verrutschende Munition und explodierendes Kordit beim Kentern ausgelöst wurden. Ein dabei abgesplittertes Stück der Panzerung schlug auf dem 730 Meter entfernten Leichten Kreuzer Liverpool ein und tötete dort ein Besatzungsmitglied. Dies war der einzige Verlust an Menschenleben während des Unterganges.
Obwohl Fotos von amerikanischen Passagieren der Olympic, die den Vorfall fotografiert hatten, kurz nach dem Untergang in der US-Presse kursierten, versuchte die britische Admiralität den Verlust der Audacious geheim zu halten. Die Schwächung der britischen Grand Fleet sollte dem Gegner nicht bekannt werden, um Angriffe der deutschen Hochseeflotte zu vermeiden. Noch einen Monat nach dem Ereignis fand sich in einschlägigen Medien die Darstellung, das Schiff sei Opfer einer deutschen Offensivmine geworden, habe aber noch auf Strand gesetzt werden können. Dennoch gelang die Täuschung nur kurz. Noch während des Krieges wurde der deutschen Öffentlichkeit der Untergang der Audacious bekannt.